# Superboys
Die Superboys war ein Musikprojekt aus Köln, das aus Didi und Eddy aus Darmstadt bestand.

## Hintergrund
Bekannt wurden das Duo 1998 durch den Song Ich wünscht’ Du wärst bei mir. Hierbei wurde die Winnetou-Melodie von Martin Böttcher adaptiert und mit zeitgenössischen Dreamhouse-Beats unterlegt.
Die Neuinterpretation erreichte am 12. September 1998 den ersten Platz in der ZDF-Hitparade. In Tschechien erhielt im März 2000 die Cover-Version Vinetů der Gruppe Těžkej Pokondr aus dem Album „Vypusťte Krakena“ sogar Doppel-Platin.

## Diskografie
Alben
- 1999: Das Leben ist schön

Singles
- 1998: Ich wünscht' Du wärst bei mir
- 1998: Nie mehr allein sein (Melodie: Sun of Jamaica)
- 1999: Die Sonne und das Meer (Old-Shatterhand-Melodie)
- 2000: Wenn die Sonne untergeht (Melodie: „Reality“ von Richard Sanderson)